# Рытвины Макран

Рытвины Макран на изображении космического аппарата Кассини-Гюйгенс

Рытвины Макран (англ. Makran Sulci) — система рытвин (рельеф из чередующихся борозд и кряжей) на поверхности луны Сатурна — Энцелада. 

## География
Примерные координаты — 54°24′ ю. ш. 135°48′ з. д. / 54,4° ю. ш. 135,8° з. д.. Максимальный размер структур составляет 170,5 км. На северо-западе от рытвин находится множество именных кратеров, таких как 9-километровый Отбах, примерно такой же по размеру кратер  Райа и 10-километровый кратер Янша, и другие.

## Эпоним
Названы в честь географической области Мекран, фигурирующей в сборнике арабских сказок Тысяча и одна ночь. Официальное название было утверждено Международным астрономическим союзом в 2010 году.